# Jiří Lerch
Jiří Lerch (17 ottobre 1971) è un allenatore di calcio ed ex calciatore ceco, di ruolo difensore, tecnico della Dyn. Č. Budějovice.

## Palmarès

### Giocatore

#### Competizioni nazionali
- Campionato ceco: 1

Slavia Praga: 1995-1996
- Coppa della Repubblica Ceca: 2

Slavia Praga: 1996-1997, 1998-1999

#### Competizioni internazionali
- Coppa Piano Karl Rappan: 1

Slavia Praga: 1993